# Intervention (film, 1968)
Pour les articles homonymes, voir Intervention.
Pour plus de détails, voir Fiche technique et Distribution.
Interventsia (Интервенция) est un film soviétique réalisé par Guennadi Poloka, sorti en 1968,.

## Fiche technique
- Photographie : Vladimir Burykin, Evgeni Mezentsev
- Musique : Sergeï Slonimski
- Décors : Mikhail Chtcheglov, Valeri Yourkevitch
- Montage : Ganila Kornilova, Zinaida Cheïneman